# Chiesa dei Santi Cosma e Damiano (Gattico-Veruno)
La chiesa dei Santi Cosma e Damiano è la parrocchiale di Gattico, frazione-capoluogo del comune sparso di Gattico-Veruno, in provincia e diocesi di Novara; fa parte della unità pastorale di Gattico.

## Storia
La primitiva chiesa dei Santi Cosma e Damiano venne costruita nel XV secolo; l'edificio fu ampliato nel 1580, mentre nel 1630 si provvide a realizzare il campanile riutilizzando dei materiali provenienti dalla soppressa pieve di San Martino.
La parrocchiale venne interessata da un intervento di rifacimento all'inizio del XIX secolo; nel 1904 la chiesa fu abbellita da un rilievo in terracotta con soggetto la Madonna col Bambino e nel 1958 si procedette all'installazione sulla cupoletta del campanile della statua raffigurante la Madonna Immacolata.

## Descrizione

### Esterno
La simmetrica facciata a salienti della chiesa, rivolta a sudovest, è suddivisa da una cornice marcapiano in due registri, entrambi scanditi da lesene; quello inferiore presenta centralmente il portale maggiore, protetto dal protiro che è sorretto da colonnine, e ai lati gli ingressi secondari e due finestre, mentre quello superiore, affiancato da volute, è caratterizzato da una serliana e coronato dal timpano triangolare.

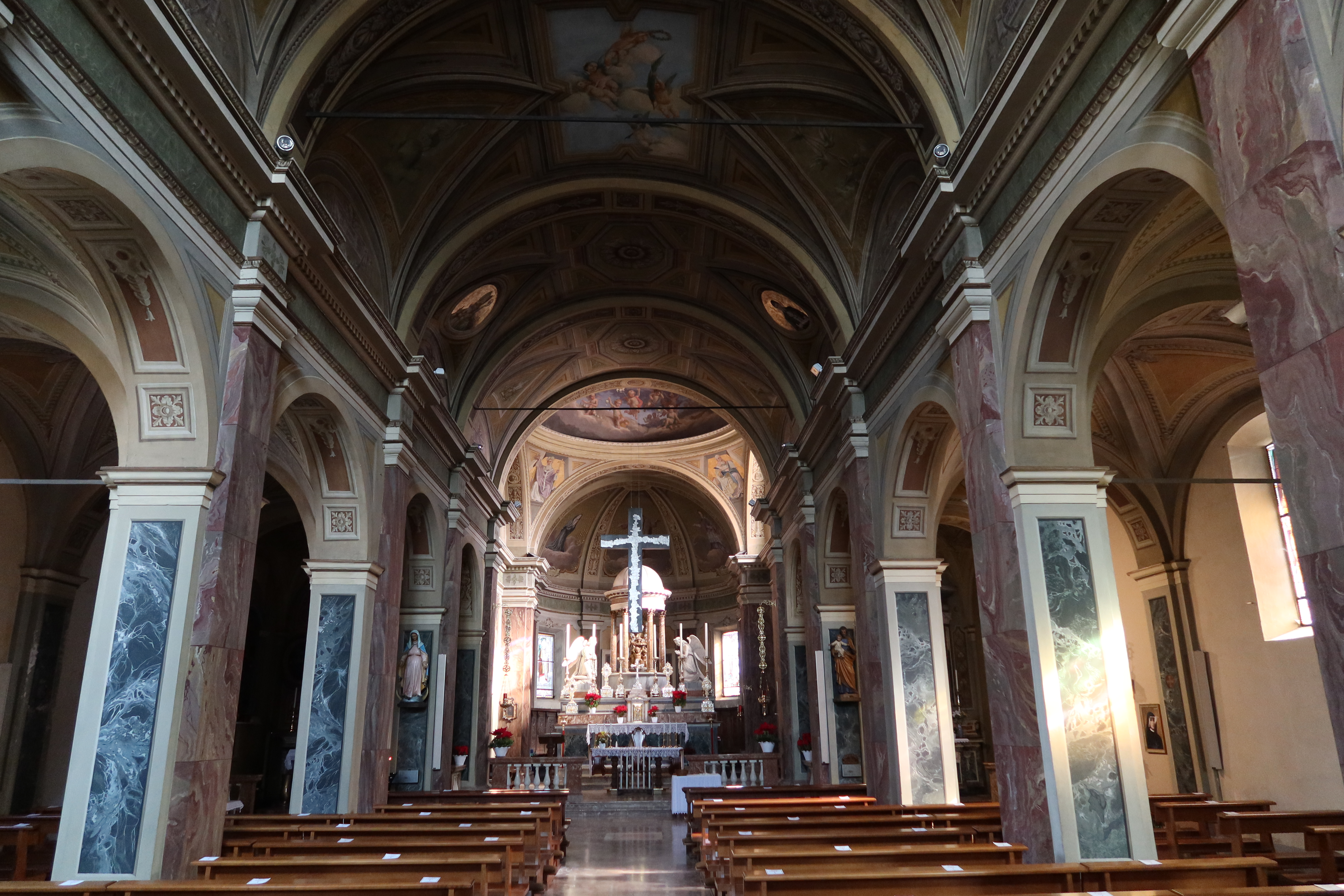
L'interno

Accanto alla parrocchiale sorge il campanile in pietra a base quadrata, la cui cella presenta su ogni lato una monofora a tutto sesto protetta da balaustra ed è coronata dalla cupoletta poggiante sul tamburo.

### Interno
L'interno dell'edificio è suddiviso in tre navate da pilastri, abbelliti da lesene sorreggenti degli archi a tutto sesto, sopra i quali corre la trabeazione modanata e aggettante su cui si imposta la volta; al termine dell'aula si sviluppa il presbiterio, rialzato di alcuni gradini, delimitato da balaustre e chiuso dall'abside semicircolare.